# ブレスト停泊地

ラド・ド・ブレスト

ブレスト停泊地 （ブレストていはくち）またはラド・ド・ブレスト（Rade de Brest、ブルトン語:Lenn-vor Brest）は、フランス、ブルターニュにある広大な湾。面積は180 km²になる。ブレスト海峡と呼ばれる幅1.8kmの海峡によってイロワーズ海、そして大西洋と接続されている。この広大な水域は一年を通じて航行可能である。

## 地理

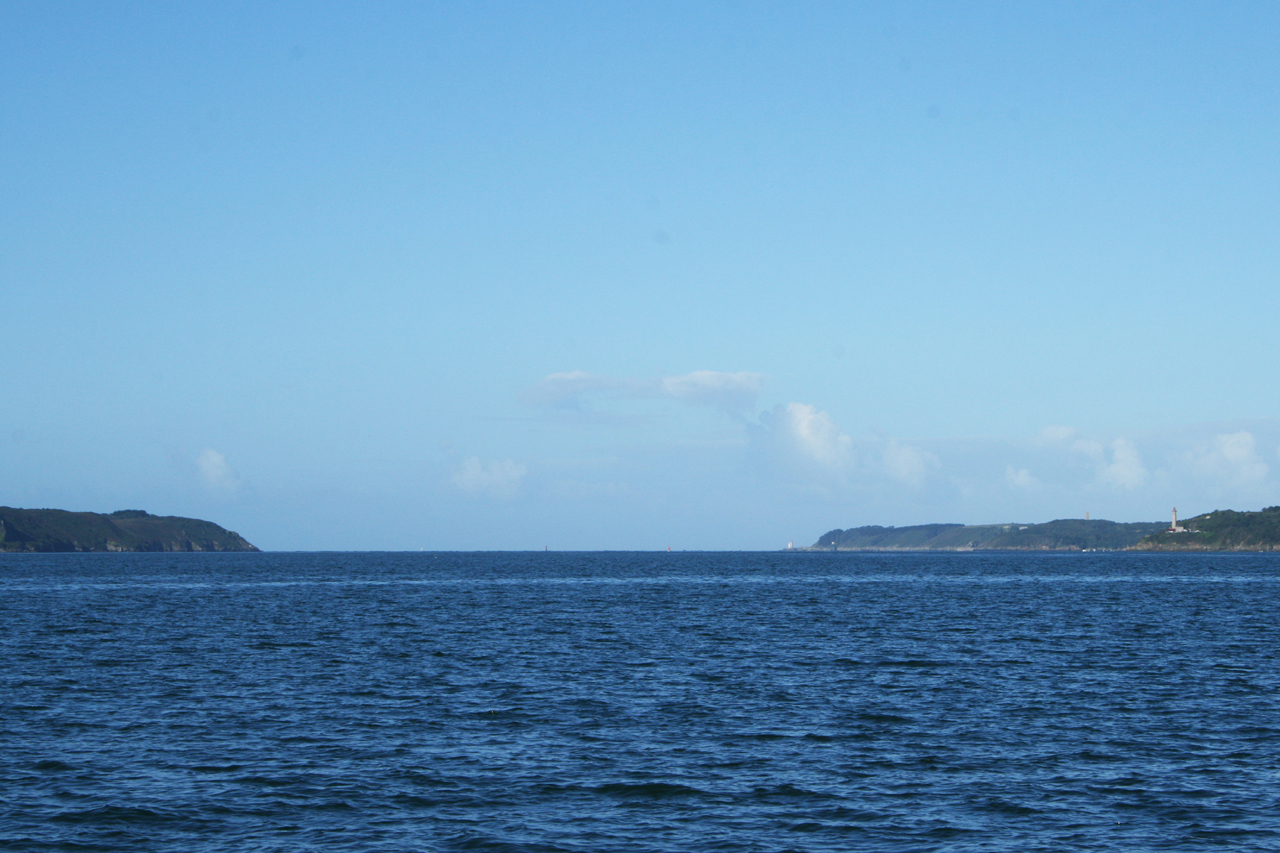
ブレスト海峡

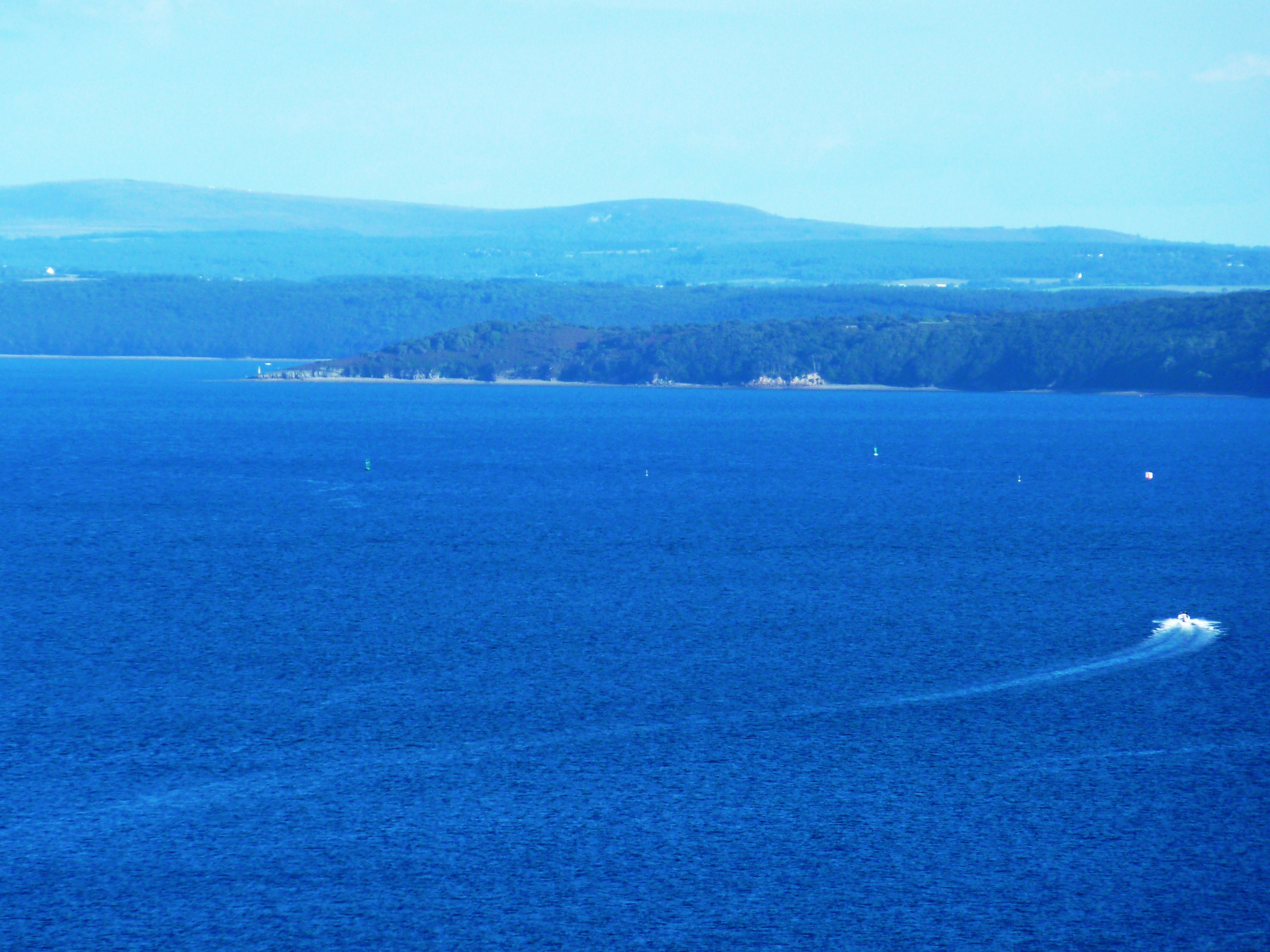
エスパニョール岬から眺めたラド・ド・ブレストの南部

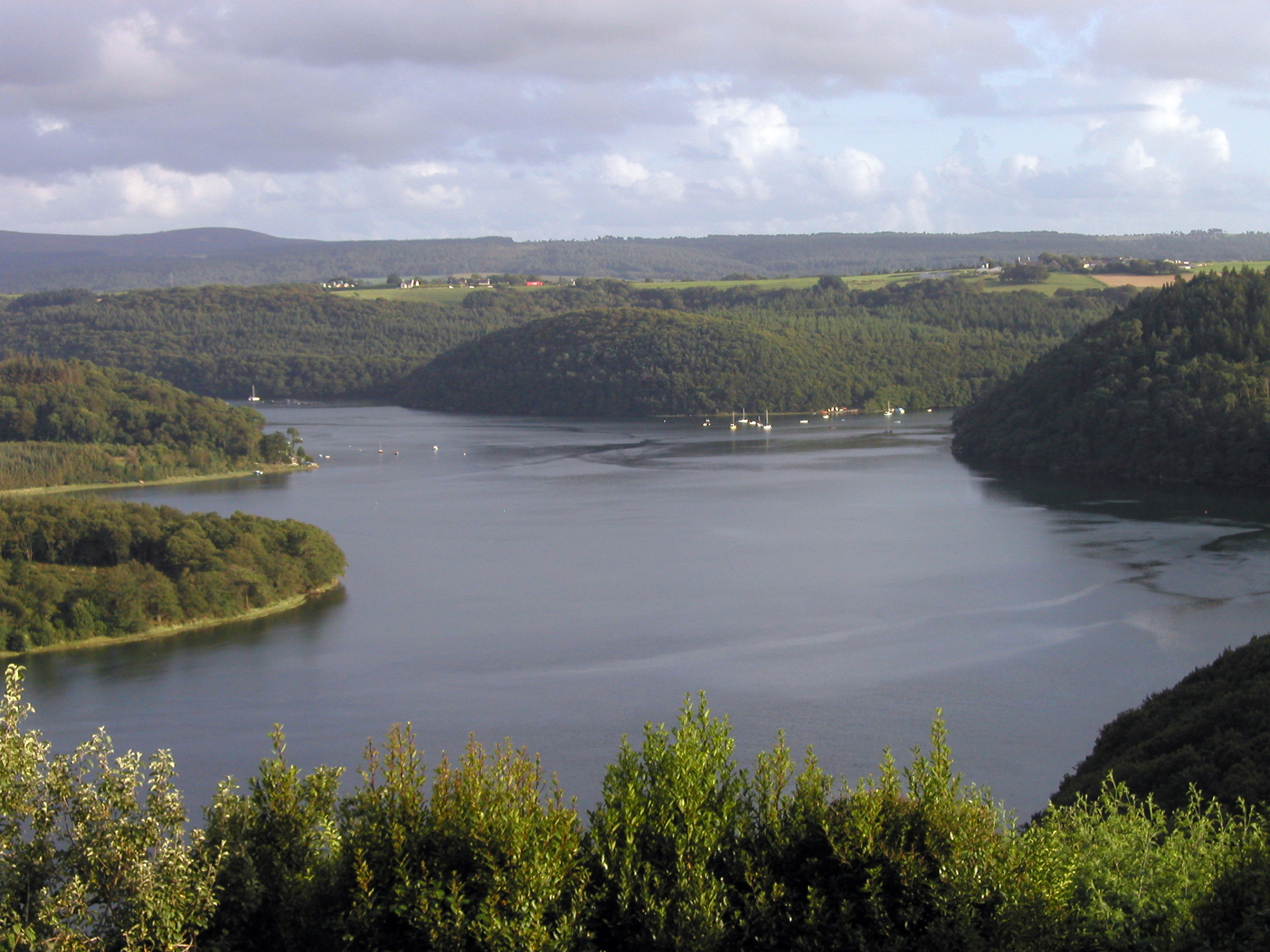
ラド・ド・ブレストの付け根。ランデヴェネックにて

ラド・ド・ブレストは水深があるため大型船舶が航行可能であり、広大な水域はロスカンヴェル半島によって出入り口がほぼ閉じられるため、大西洋で発生する嵐から守られている。唯一残された比較的狭い海峡はブレスト海峡であり、エスパニョール岬とレオナール海岸の先端との間にあたる。
ラド・ド・ブレストはいくつかの半島、いくつかの境界によって分断されている。プルガステル半島、ロゴナ半島、ランデヴェネック半島、現在はロング島となっているロング半島、ロスカンヴェル半島である。停泊地の美しい風景の眺めには終わりがある。ポルジック岬、アルモリク岬、ビンディ岬、プルニク岬、エスパニョール岬である。
水中を含むラド・ド・ブレストの地形は、アントワーヌ・ヴァシェによって広範囲に記されている。オーヌ川下流部の一部は、ヴュルム氷河期後に海面が上昇して浸水しており、水中で蛇行しているのがわかる。ラド・ド・ブレストに流れ込んでいる全ての河川は、当時オーヌ川の支流であった。
最後に起きた第四紀の氷河期のあと、小さな河川さえも川幅が広がり、水深のある河口はリアス式海岸と呼ばれた。これらは内陸部へ向けて深く貫かれた。当時の氷河温暖期に海面の上昇が連続して発生し、古代の谷の下流部分は海から侵食された。こうしてランデルノー、ダウラ、ル・フー、シャトーランは海港を持つことになった。現在でも潮の影響が、これらの地域の位置でも感じられる。ブレストはパンフェルド入江の中で誕生した。パンフェルド川は海岸沿いの小さな河川にもかかわらず、重要な喫水に役立った。徐々にブレスト港が拡大されるまで、すなわち第二帝政までは、こうした状態ではなかった。
リアス式海岸を克服するため、インフラストラクチャーが必要であった。1929年にはエロルン川にプルガステル橋が架けられた。そしてアルベール・ループ橋、ブレストとプルガステル＝ダウラとをつなぐイロワーズ橋、吊り橋のテレネズ橋がオーヌ川に架けられた。鳥が飛ぶような直線距離では、ブレストからクロゾンまでは約20マイルである。しかしル・フーまでの60kmの道のりは迂回する必要があるため、道路で2つの町を接続する必要がある。一方、海上をつなぐ路線はブレストとル・フレ（クロゾン）の間に存在する。

### ラド・ド・ブレスト内の島
- プルガステル＝ダウラ :
  - ロンド島（Île Ronde）

- ロゴナ＝ダウラ :
  - ポワント・デュ・シャトー島
  - バンディ島

- オピタル＝カンフルー :
  - ティビディ島（fr:Île de Tibidy）

- ロスノエン :
  - アラン島（fr:Île d'Arun）
  - テレネズ島（fr:Île de Térénez）

- クロゾン :
  - ロング島 (フィニステール県)
  - ルナール島（fr:Île du Renard）
  - トレベロン島（fr:Île Trébéron）
  - モール島（Île des Morts）
  - ペルデュ島（fr:Île Perdue）

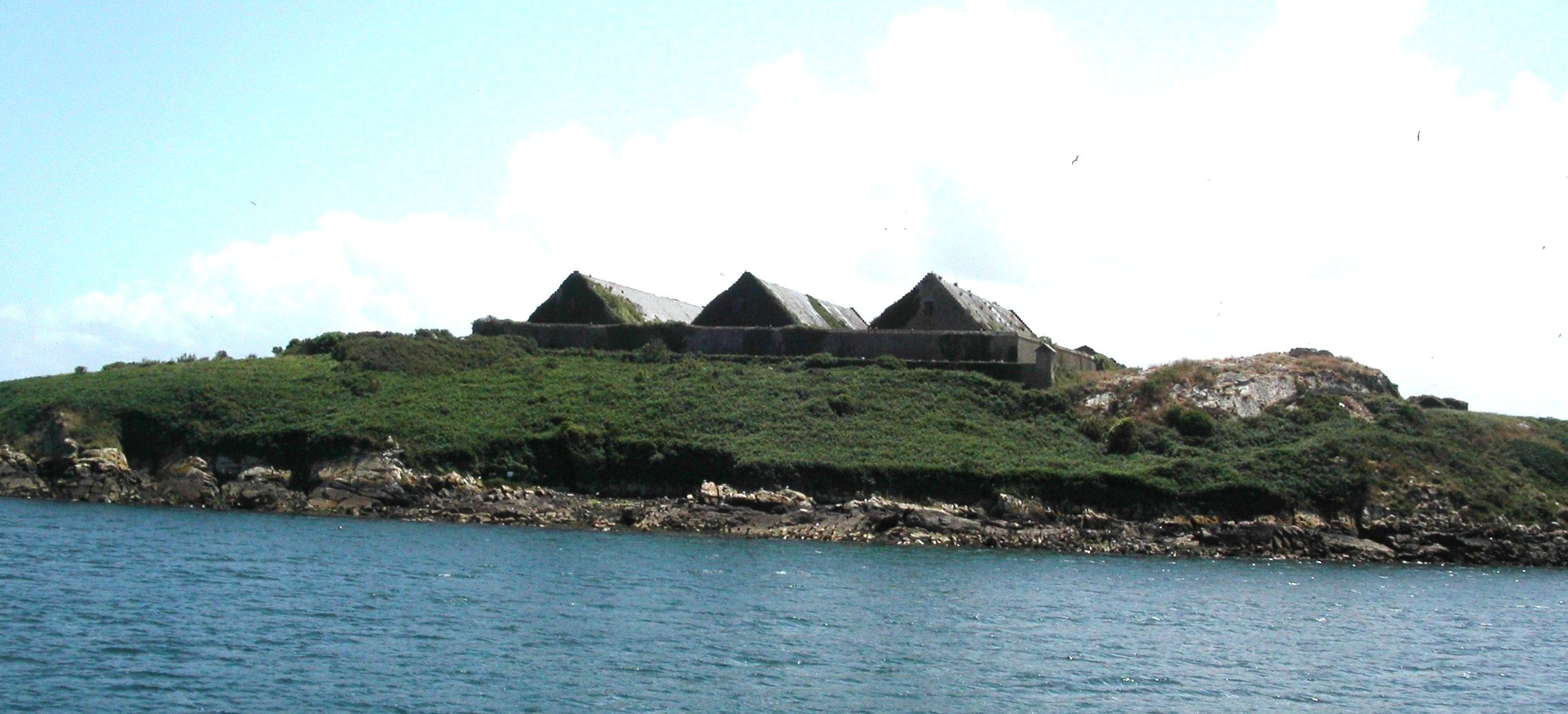
モール島
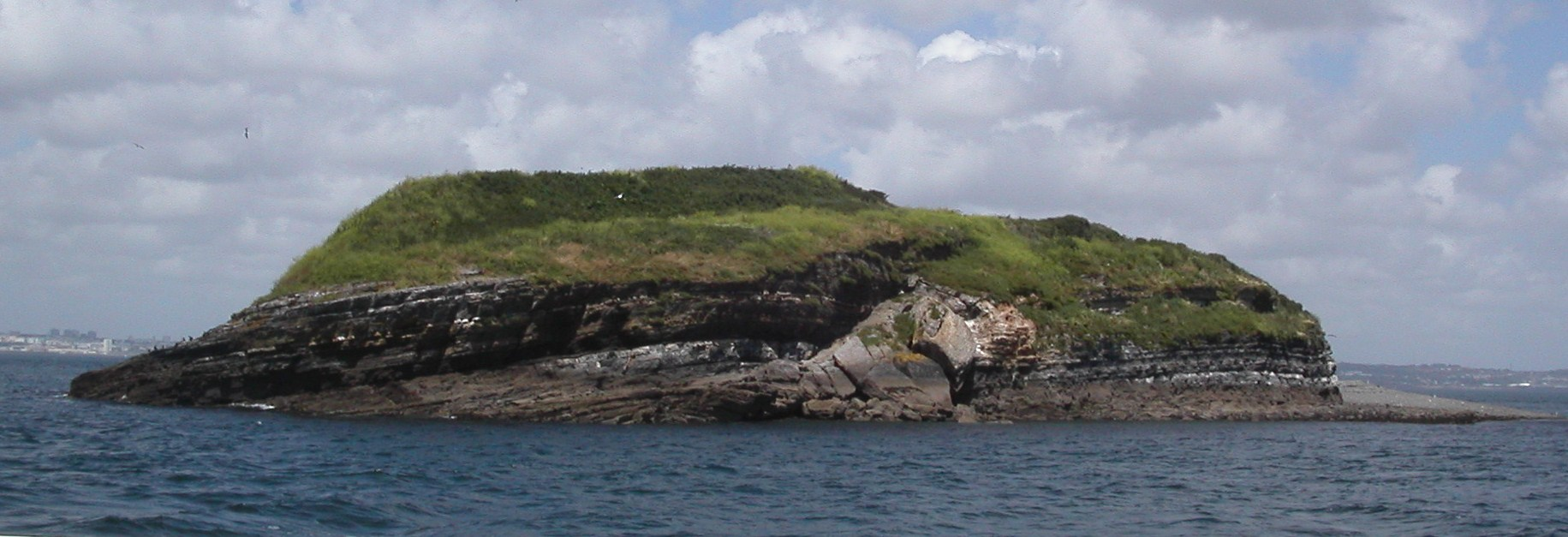
ロンド島
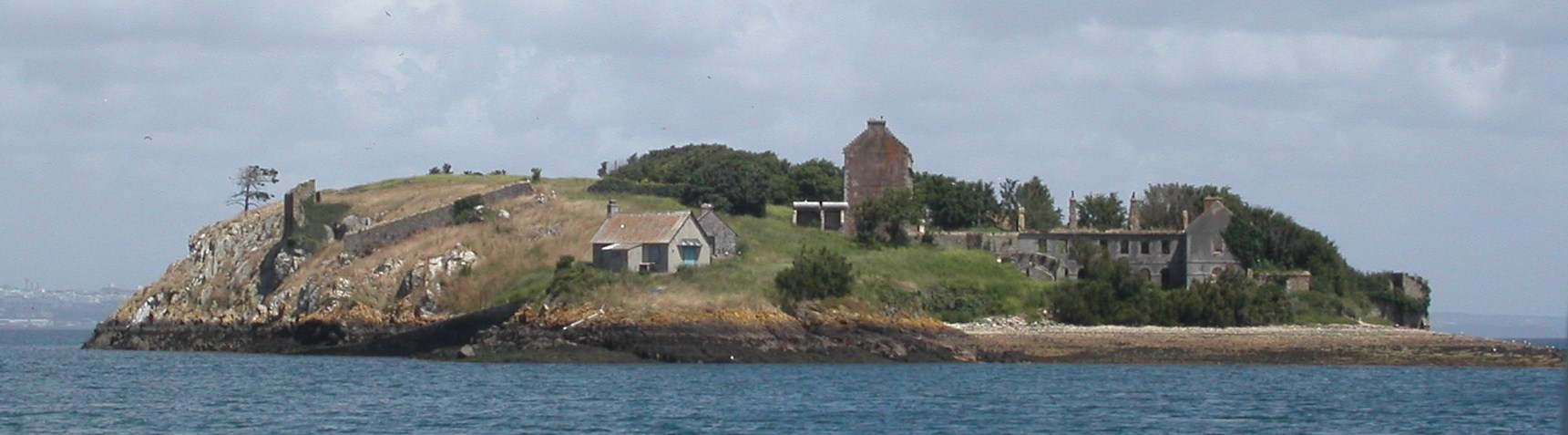
トレベロン島

上記のうち、ロング島とティビディ島はかつて島であったが、現在は人工的に地峡が設けられ半島となっている。

## 軍事

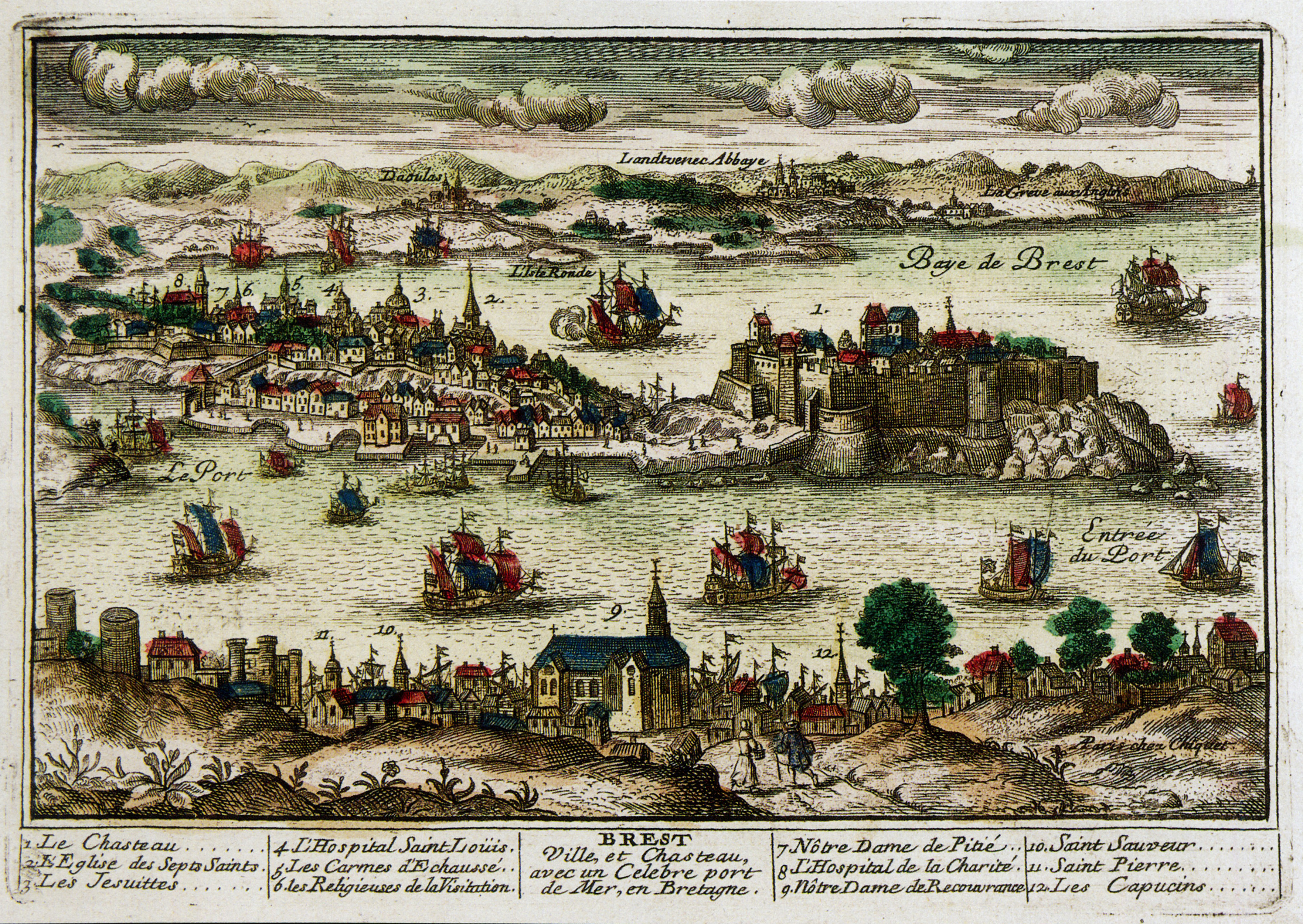
17世紀に描かれたラド・ド・ブレスト

過去数世紀にわたり、ブレストは重要な軍港となっている。ブレストには現在も以下のような軍事施設がある。
- ブレスト城（戦略海洋部隊司令部、ブレスト鎮守府(fr)）
- ブレスト海軍工廠（湾北部）
- ロング島原子力潜水艦基地（湾の南西部）
- 海軍兵学校、プルミク、ランヴェオックにある軍の研修センター
- ランデヴェネックにある船舶の墓場

過去数百年間にわたって設けられた軍事施設や遺構、ポルジック砦、エスパニョール岬、ランヴェオック岬、アルモリク岬、コルボー岬に多く残っている。

## 経済
ブレストとランヴェオック＝プルミック海軍航空基地間を往復する人々に対して新しくサービスを提供しようと、数年前から議論が行われている。当初の想定では、公的サービスによる海軍内部での通行サービスの転換であったが、中間段階において、一般人への軍所有フェリーの開放は長引くことになった。
漁業はかつて港を活気づけていた。ブレストでは遠洋漁業の小さな競りが行われている。しかし、最も水揚げが多いのは、コキーユ・ド・サン＝ジャックと呼ばれるホタテガイで、約50隻の漁船がライセンスを持って漁をしている。甲殻類に毒素があるとわかると、シーズンの間、またはシーズンの一部期間、禁漁になることがある。

## 環境問題
ラド・ド・ブレストは、広大な自然動物の生息地の配置、生物生産力と生物多様性の高度さからかつて保護されていた。また、ヨーロッパの鳥類コミュニティーの重要な場所が含まれていた。海岸、そして沿岸の重要な生息地のネットワークと緑の回廊は、湾の北西においては人間の活動で影響を受けていたが、湾の半分がナテュラ2000（fr）に登録されていたことで正当化されていた。
1991年から2005年にかけ、原子力潜水艦基地に隣接するため、ラド・ド・ブレスト周辺の子どもたちのガンの影響について調査が行われた。フィニステール県内では白血病の影響が大きいことがわかった。（短期間で急速に環境的な原因が引き起こしたのか）軍の各施設との関連がなくとも、2000年から2001年にかけブレストでは特に多かった。白血病を除いた全てのガンの影響も、1999年から2004年にかけて県全体で増加していた。しかしそれは地元、ブレスト、ラド・ド・ブレストの中に限ったことではない。
ラド・ド・ブレスト内の豊かな生態性は、かつて行われた資源の搾取、重金属やトリブチルスズ、刹生物剤や防汚塗料を含む多くの汚染物質によって減少した。これらの物質は現在は使用が禁止されているが、まだ堆積物や一部の生物の中に高い割合で残留している。2003年から2004年にかけフランス海洋調査開発研究所（fr）が調査した時点でかなりの量がラド・ド・ブレスト内にあった、小型船で使用されていたジウロンとイルガロール（船底防汚材）は他のものに交換された。
ラド・ド・ブレストはまた、戦争後遺症の犠牲者でもある。特にラド・ド・ブレストは、第一次世界大戦と第二次世界大戦において汚染された波で知られていた。意図的に海洋に廃棄された軍需品や不発弾といった、公害の発生につながる残留物が、大規模に外部に漏れ出て悪化することがあると、2000年から2010年の間に専門家たちが予測していた。